# Grand Prix Monaka 2024
Grand Prix Monaka 2024 (oficiálně Formula 1 Grand Prix de Monaco 2024) se jela na okruhu Circuit de Monaco v Monte Carlu v Monaku dne 26. května 2024. Závod byl osmým v pořadí v sezóně 2024 šampionátu Formule 1.

## Kvalifikace
Kvalifikace se uskutečnila 25. května 2024 v 16:00 místního času (UTC+2).
| Poř.                        | Č. | Jezdec           | Konstruktér                  | Časy v kvalifikaci | Časy v kvalifikaci | Časy v kvalifikaci | Pořadí na startu |
| Poř.                        | Č. | Jezdec           | Konstruktér                  | Q1                 | Q2                 | Q3                 | Pořadí na startu |
| --------------------------- | -- | ---------------- | ---------------------------- | ------------------ | ------------------ | ------------------ | ---------------- |
| 1                           | 16 | Charles Leclerc  | Ferrari                      | 1:11.584           | 1:10.825           | 1:10.270           | 1                |
| 2                           | 81 | Oscar Piastri    | McLaren-Mercedes             | 1:11.500           | 1:10.756           | 1:10.424           | 2                |
| 3                           | 55 | Carlos Sainz Jr. | Ferrari                      | 1:11.543           | 1:11.075           | 1:10.518           | 3                |
| 4                           | 4  | Lando Norris     | McLaren-Mercedes             | 1:11.760           | 1:10.732           | 1:10.542           | 4                |
| 5                           | 63 | George Russell   | Mercedes                     | 1:11.492           | 1:10.929           | 1:10.543           | 5                |
| 6                           | 1  | Max Verstappen   | Red Bull Racing-Honda RBPT   | 1:11.711           | 1:10.745           | 1:10.567           | 6                |
| 7                           | 44 | Lewis Hamilton   | Mercedes                     | 1:11.528           | 1:11.056           | 1:10.621           | 7                |
| 8                           | 22 | Júki Cunoda      | RB-Honda RBPT                | 1:11.852           | 1:11.106           | 1:10.858           | 8                |
| 9                           | 23 | Alexander Albon  | Williams-Mercedes            | 1:11.623           | 1:11.216           | 1:10.948           | 9                |
| 10                          | 10 | Pierre Gasly     | Alpine-Renault               | 1:11.714           | 1:10.896           | 1:11.311           | 10               |
| 11                          | 31 | Esteban Ocon     | Alpine-Renault               | 1:11.887           | 1:11.285           |                    | 11               |
| 12                          | 3  | Daniel Ricciardo | RB-Honda RBPT                | 1:11.785           | 1:11.482           |                    | 12               |
| 13                          | 18 | Lance Stroll     | Aston Martin Aramco-Mercedes | 1:11.728           | 1:11.563           |                    | 13               |
| 14                          | 14 | Fernando Alonso  | Aston Martin Aramco-Mercedes | 1:12.019           |                    |                    | 14               |
| 15                          | 2  | Logan Sargeant   | Williams-Mercedes            | 1:12.020           |                    |                    | 15               |
| 16                          | 11 | Sergio Pérez     | Red Bull Racing-Honda RBPT   | 1:12.060           |                    |                    | 16               |
| 17                          | 77 | Valtteri Bottas  | Kick Sauber-Ferrari          | 1:12.512           |                    |                    | 17               |
| 18                          | 24 | Čou Kuan-jü      | Kick Sauber-Ferrari          | 1:13.028           |                    |                    | 18               |
| DSQ                         | 27 | Nico Hülkenberg  | Haas-Ferrari                 | 1:11.876           | 1:11.440           |                    | 19               |
| DSQ                         | 20 | Kevin Magnussen  | Haas-Ferrari                 | 1:11.832           | 1:11.725           |                    | 20               |
| 107 % času vítěze: 1:16.496 |    |                  |                              |                    |                    |                    |                  |
| Zdroj:                      |    |                  |                              |                    |                    |                    |                  |

Poznámky
1. 1 2  Nico Hülkenberg a Kevin Magnussen se kvalifikovali na 12. a 15. místě, z kvalifikace ale byli diskvalifikováni, jelikož jejich nastavení DRS neodpovídalo technickým regulím. Do závodu mohli odstartovat díky povolení stevardů.

## Závod
Závod se uskutečnil 26. května 2024 v 15:00 místního času (UTC+2).
| Poř.                                                               | No. | Jezdec           | Konstruktér                  | Počet kol | Čas/Odstoupení  | Start | Body |
| ------------------------------------------------------------------ | --- | ---------------- | ---------------------------- | --------- | --------------- | ----- | ---- |
| 1                                                                  | 16  | Charles Leclerc  | Ferrari                      | 78        | 2:23:15.554     | 1     | 25   |
| 2                                                                  | 81  | Oscar Piastri    | McLaren-Mercedes             | 78        | +7.152          | 2     | 18   |
| 3                                                                  | 55  | Carlos Sainz Jr. | Ferrari                      | 78        | +7.585          | 3     | 15   |
| 4                                                                  | 4   | Lando Norris     | McLaren-Mercedes             | 78        | +8.650          | 4     | 12   |
| 5                                                                  | 63  | George Russell   | Mercedes                     | 78        | +13.309         | 5     | 10   |
| 6                                                                  | 1   | Max Verstappen   | Red Bull Racing-Honda RBPT   | 78        | +13.853         | 6     | 8    |
| 7                                                                  | 44  | Lewis Hamilton   | Mercedes                     | 78        | +14.908         | 7     | 7    |
| 8                                                                  | 22  | Júki Cunoda      | RB-Honda RBPT                | 77        | +1 kolo         | 8     | 4    |
| 9                                                                  | 23  | Alexander Albon  | Williams-Mercedes            | 77        | +1 kolo         | 9     | 2    |
| 10                                                                 | 10  | Pierre Gasly     | Alpine-Renault               | 77        | +1 kolo         | 10    | 1    |
| 11                                                                 | 14  | Fernando Alonso  | Aston Martin Aramco-Mercedes | 76        | +2 kola         | 14    |      |
| 12                                                                 | 3   | Daniel Ricciardo | RB-Honda RBPT                | 76        | +2 kola         | 12    |      |
| 13                                                                 | 77  | Valtteri Bottas  | Kick Sauber-Ferrari          | 76        | +2 kola         | 17    |      |
| 14                                                                 | 18  | Lance Stroll     | Aston Martin Aramco-Mercedes | 76        | +2 kola         | 13    |      |
| 15                                                                 | 2   | Logan Sargeant   | Williams-Mercedes            | 76        | +2 kola         | 15    |      |
| 16                                                                 | 24  | Čou Kuan-jü      | Kick Sauber-Ferrari          | 76        | +2 kola         | 18    |      |
| Ret                                                                | 31  | Esteban Ocon     | Alpine-Renault               | 0         | Následky nehody | 11    |      |
| Ret                                                                | 11  | Sergio Pérez     | Red Bull Racing-Honda RBPT   | 0         | Nehoda          | 16    |      |
| Ret                                                                | 27  | Nico Hülkenberg  | Haas-Ferrari                 | 0         | Nehoda          | 19    |      |
| Ret                                                                | 20  | Kevin Magnussen  | Haas-Ferrari                 | 0         | Nehoda          | 20    |      |
| Nejrychlejší kolo: Lewis Hamilton (Mercedes) – 1:14.165 (63. kolo) |     |                  |                              |           |                 |       |      |
| Zdroj:                                                             |     |                  |                              |           |                 |       |      |

Poznámky
1. ↑  Včetně bodu za nejrychlejší kolo.

## Průběžné pořadí po závodě
|        | Pořadí | Jezdec           | Body |
| ------ | ------ | ---------------- | ---- |
|        | 1      | Max Verstappen   | 169  |
|        | 2      | Charles Leclerc  | 138  |
| 1      | 3      | Lando Norris     | 113  |
| 1      | 4      | Carlos Sainz Jr. | 108  |
| 2      | 5      | Sergio Pérez     | 107  |
| Zdroj: |        |                  |      |

|        | Pořadí | Konstruktér                  | Body |
| ------ | ------ | ---------------------------- | ---- |
|        | 1      | Red Bull Racing-Honda RBPT   | 276  |
|        | 2      | Ferrari                      | 252  |
|        | 3      | McLaren-Mercedes             | 184  |
|        | 4      | Mercedes                     | 96   |
|        | 5      | Aston Martin Aramco-Mercedes | 44   |
| Zdroj: |        |                              |      |